# クリスチャン・マークレー

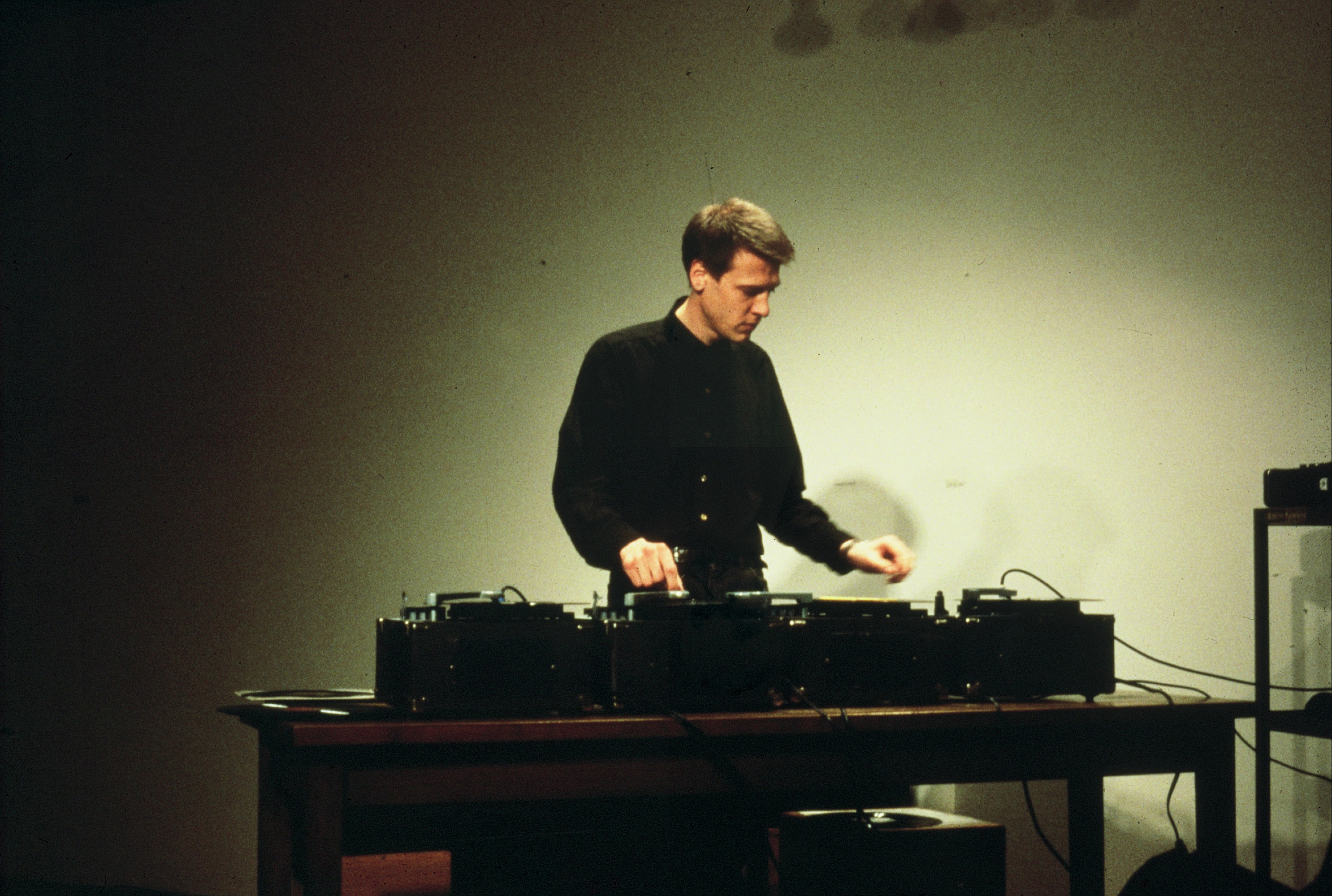
クリスチャン・マークレー（1985年）

クリスチャン・マークレー（Christian Marclay、1955年1月11日 - ）は、作曲家、視覚芸術家。自らをレコードプレイヤーと名乗る。ターンテーブル演奏のパイオニアである。しかし現代のヒップホップ等のそれとは全く異なっている。
1955年、アメリカ・カリフォルニア州サンラフェルに生まれる。
1970年代後半にヒップホップとは違う文脈でレコードとターンテーブルを演奏し始め、最初はミュージシャンとして有名になった。基本的には即興で、レコードに記録された音楽をコラージュしたり、効果音的に利用したりする。
1980年代以降、視覚美術に類する作品も制作し始め、レコードを素材に用いた作品『Mosaic』（1987年）――ミラン・ニザによる『Broken Music』のように何枚かのレコードを分割して1枚に貼り合せたものだが、溝を合わせずに組み合わせたもの――を制作した頃を境に、音や音楽にまつわる視覚美術の制作活動に重点を移し、「サウンド・アーティスト」として有名になった。
さらに、1990年代以降はいくつもの重要な映像作品を手がけており、アート・インスタレーション『The Clock』（2010年）が、2011年に第54回ヴェネツィア・ビエンナーレ金獅子賞を受賞するなど、現代美術の作家として評価されている。

## ディスコグラフィ

### リーダー・アルバム
- 『ライヴインプロヴィゼイションズ』 - Live Improvisations (1994年、For 4 Ears) ※with ギュンター・ミュラー
- Ghost (2007年、Eight & Zero) ※EP
- Guitar Drag (2006年、Neon)
- 『記録 (レコーズ)'81〜'89』 - Records : 1981-1989 (1997年、Atavistic)
- Untitled (1996年)
- Footsteps (1989年、Rec Rec Music)
- 『モア・アンコールズ』 - More Encores (1988年、No Man's Land)
- Untitled (Record Without a Groove) (1987年、Écart éditions)
- Record Without a Cover (1985年、Recycled)